# Mary Wickes
Mary Isabelle Wickes (nascida Mary Isabelle Wickenhauser; St. Louis, 13 de junho de 1910 — Los Angeles, 22 de outubro de 1995) foi uma atriz estadunidense de televisão e cinema. Ficou conhecida por desempenhar vários papéis coadjuvantes, como os de secretária, freira, empregada  doméstica e enfermeira; todas com um toque de sarcasmo.

## Filmografia parcial
- The Mayor of 44th Street (1942)
- Higher and Higher (1943)
- I'll See You in My Dreams (1951)
- White Christmas (1954)
- Destry (1954)
- O Rebelde Orgulhoso (1958)
- Cimarron
- One Hundred and One Dalmatians (1961) (voz)
- Napoleon and Samantha (1972)
- Sister Act (1992)
- Sister Act 2: Back in the Habit (1993)
- Little Women (1994)
- The Hunchback of Notre Dame (1996) (voz)